# Броненосці типу «Рома»
Броненосці типу «Рома» (італ. Classe Roma) - броненосці Королівських військово-морських сил Італії  другої половини 19-го століття. 

## Історія створення
Кораблі були розроблені інженером Джузеппе Де Лука (італ. Giuseppe De Luca) як дерев'яні фрегати із залізною бронею. Але у процесі будівництва корпуси стали композитними - важку дубову обшивку частково замінив метал, що дозволило за рахунок зменшення маси збільшити товщину броні.

## Конструкція
Кораблі дещо відрізнялись за конструкцією. Фрегат «Венеція» в процесі будівництва був перетворений на броненосець із центральною батареєю. 
Силова установка складалась з шести парових котлів та однієї парової машини потужністю 3 670 к.с., яка обертала один гвинт, забезпечуючи швидкість до 13 вузлів. Крім того, на кораблях на трьох щоглах були встановлені вітрина загальною площею 2 950 кв. м.
«Рома»  був батарейним броненосцем, його озброєння складалось з п'яти 254-мм гармат та дванадцяти 203-мм гармат. «Венеція» був добудований як казематний броненосець і мав 18 254-мм гармат.
Обидва кораблі мали залізний броньований пояс товщиною 150 мм, який простягався уздовж всього борта. «Венеція», крім того, мав броньований каземат товщиною 121 мм.

## Представники
| Назва             | Верф                  | Закладений      | Спущений на воду    | Вступив у стрій    | Доля |
| ----------------- | --------------------- | --------------- | ------------------- | ------------------ | --- |
| «Рома» Roma       | «Cantiere della Foce» | лютий 1863 року | 18 грудня 1865 року | травень 1869 року  | Виключений зі складу флоту 5 травня 1895 року, Використовувався як склад боєприпасів У липні 1896 року вибухнув і затонув внаслідок влучання блискавки Того ж року піднятий та зданий на злам |
| «Венеція» Venezia | «Cantiere della Foce» | лютий 1863 року | 21 січня 1869 року  | 1 квітня 1873 року | Виключений зі складу флоту 23 серпня 1900 року, Зданий на злам у 1896 році |